# Mohamed Hamout
Mohamed Hamout (arabisch محمد حموت, DMG Muḥammad Ḥamūt; * 11. Dezember 1993 in Rabat) ist ein marokkanischer Boxer. Der rund 1,70 m große Linksausleger lebt und trainiert in Rabat.

## Karriere
Mohamed Hamout gewann 2015 die Goldmedaille im Bantamgewicht bei den Afrikameisterschaften, wobei er unter anderem die beiden Olympiateilnehmer Hesham Abdelaal und Bilel M'Hamdi schlug. Er war damit für die Weltmeisterschaften 2015 in Katar qualifiziert, verlor aber im Achtelfinale gegen Shiva Thapa.
Bei der afrikanischen Olympiaqualifikation 2016 erkämpfte er sich durch Siege gegen Getachew Surafel, Abdul Omar und Ayabonga Sonjica einen Startplatz für die Olympischen Spiele 2016 in Rio de Janeiro. Dort besiegte er in der Vorrunde Mykola Buzenko, schied jedoch im Achtelfinale knapp mit 1:2 gegen den späteren Goldmedaillengewinner Robeisy Ramírez aus.
Bei den Afrikameisterschaften 2017, stieg er kampflos im Halbfinale gegen Nick Okoth aus und gewann eine Bronzemedaille im Leichtgewicht. Bei den Afrikaspielen 2019 gewann er die Goldmedaille im Federgewicht und besiegte unter anderem Nick Okoth. Bei den Weltmeisterschaften 2019 in Russland schied er im dritten Kampf gegen den späteren Weltmeister Mirazizbek Mirzahalilov aus.
Bei den Olympischen Spielen 2020 in Tokio unterlag er in der Vorrunde gegen den Iraner Daniyal Shahbakhsh.
2022 gewann er die Mittelmeerspiele in Oran.
Zudem boxt Hamout seit 2015 für die Morocco Atlas Lions in der World Series of Boxing (WSB) und besiegte dabei unter anderem Qais Ashfaq und Mykola Buzenko.